# کری، پویس
کری (به انگلیسی: Kerry) یک منطقهٔ مسکونی در بریتانیا است که در پویس واقع شده‌است. کری ۲٬۰۵۷ نفر جمعیت دارد.